# Ad van Dijk
Ad van Dijk (Amsterdam, 14 juli 1959) is een Nederlandse pianist, arrangeur en componist. Als zoon van cabaretpianist en componist Henk van Dijk was het voor Van Dijk vroeg duidelijk dat voor hem een theaterleven was weggelegd. Hij leidde als docent van de Jazzmusical Dansopleiding (Hogeschool voor de Kunsten Amsterdam) een hele generatie musicalartiesten op. Samen met Koen van Dijk was hij verantwoordelijk voor musicals als Cyrano, Joe en Rex. Als arrangeur en muzikaal leider was hij betrokken bij Piaf, Little Shop of Horrors, Marlene Dietrich, Van Shaffy tot Piaf en Nonsens. 

## Levensloop
Hij groeide op in een muzikaal nest. Zijn eerste pianolessen kreeg hij op 7-jarige leeftijd.
Jaren later, op de middelbare school, speelde hij in verschillende bandjes. Van Dijks grote liefde was meteen het theaterleven en hij werd destijds ingehuurd om piano te spelen tijdens de repetities van de musical Maskerade. Vanaf 1980 werkte hij bij de kleinkunstacademie in Amsterdam. Tijdens lessen en repetities van de studenten zat hij achter de vleugel. Op de kleinkunstacademie leerde hij Albert Verlinde kennen. In 1981 schreef hij muziek voor de korte films als Alle vogels vliegen (Maria Peters), Schijntijd (Maria Peters) en Tussen de Regels (Dave Schram).
In 1982 schreef hij de musical Tam Tam voor de Theaterschool in Amsterdam. In datzelfde jaar formeerde hij met Verlinde, Dick Cohen en Edna Kalbde de cabaretgroep Boemerang waarmee hij vier jaar lang, met verschillende musicals, langs de Nederlandse theaters trok. In 1987 viel Boemerang uit elkaar en ging hij weer piano spelen bij diverse musicals en begon hij met lesgeven aan de Hogeschool voor de Kunsten in Amsterdam. In 1990 schreef hij de musical Verdraaid voor de Amsterdamse Hogeschool voor de Kunsten. Daarnaast deed hij losse opdrachten. Zo speelde hij piano tijdens het televisieprogramma Zondagskinderen, dat uitgezonden werd door de NCRV.
Met Koen van Dijk - geen directe familie - schreef hij musicals. De eerste musical Cyrano met Bill van Dijk (ook geen familie!) en Danny de Munk in de hoofdrollen werd meteen een grote hit wat blijkt uit het feit dat deze musical vervolgens ook op Broadway heeft gestaan. Tevens was dit ook de eerste originele Nederlandse musical van Joop van den Ende, na successen als Les Miserables, Sweeney Todd en The Phantom of the Opera. Van Dijk tekende voor de muziek en Koen van Dijk schreef de tekst. De musical ging in 1992 in de Stadsschouwburg in Amsterdam in première. In 1993 werd het stuk opgevoerd op Broadway in New York. Later volgden Duitsland en Japan. In 1993 wonnen ze de Perspektiefprijs voor de musical Cyrano. In 1994 werden ze genomineerd voor een Tony Award in de categorie Best Original Score Written For The Theatre 1993/1994, die niet verzilverd werd.
Hij schreef in 1995 de muziek voor de jeugdfilm De Tasjesdief van Maria Peters,  met Olivier Tuinier in de hoofdrol.
In augustus 1997 ging de Joe, hun tweede musical, in première. Hij was als arrangeur en muzikaal leider betrokken bij de musical Little Shop of Horrors geproduceerd door Verlinde die in november 2000 in première ging. De musical met onder meer Thomas van Luyn, Bill van Dijk en Joke de Kruijf liep tot 2001. In de zomer van 2001 draaide Rex. Het stuk draaide één maand omdat Ad en Koen van Dijk na Joe een kleinere productie wilden maken. In 2002 componeerde hij de muziek voor de musical De Vliegende Hollander. Tevens was hij dat jaar muzikaal leider voor de musical Marlene Dietrich, Met Jasperina de Jong in de hoofdrol, waar hij ook voor de arrangementen tekende.
In 2003 werd de musical Kunt u mij de weg naar Hamelen vertellen, mijnheer? opgevoerd. Deze was afgeleid van de televisieserie. Van Dijk schreef de arrangementen en was muzikaal leider van het orkest. Het stuk liep tot 2005.
- International Standard Name Identifier: 0000 0003 9479 1159
- Library of Congress Control Number: n2013030301
- MusicBrainz: 12747bc8-92c0-4e83-b83a-294c14529f64
- Nederlandse Thesaurus van Auteursnamen: 318667649
- Virtual International Authority File: 289409063
- WorldCat: E39PBJwHf9DGtvJrcrPgFq3JDq